# Pterolophia lesnei
Pterolophia lesnei är en skalbaggsart som beskrevs av Stefan von Breuning 1938. Pterolophia lesnei ingår i släktet Pterolophia och familjen långhorningar.
Artens utbredningsområde är Moçambique. Inga underarter finns listade i Catalogue of Life.